# Talbrücke Schindgraben
Die Talbrücke Schindgraben ist eine 464 m lange Brücke der Autobahn 71. 
Das Bauwerk liegt bei Kilometer 144 zwischen dem Autobahndreieck Suhl und dem Autobahnanschluss Meiningen-Nord und überquert bei Rohr den Schindgraben. Dabei werden in einer Höhe von maximal 55 m mit zehn Feldern ein in Betrieb befindlicher Kalksteinbruch und die Landesstraße 1140 von Rohr nach Meiningen überspannt. Die Brücke hat im Grundriss einen Kreisradius von 3800 m. Das Längsgefälle beträgt konstant 0,8 % Richtung Norden. Gebaut wurde die Überführung mit zwei getrennten Überbauten zwischen den Jahren 2000 und 2002 bei Kosten von ungefähr 9 Millionen Euro.

## Gründung und Unterbauten
Die Widerlager und Pfeiler haben eine Flachgründung. Dabei stehen die Pfeiler auf dem anstehenden Kalkstein, während die Widerlager auf Vorschüttungen gegründet sind. Die Pfeiler mit den Abmessungen 5,85 m × 2,7 m sind zwischen 14 m und 48 m hoch. Der Vollquerschnitt der Pfeiler ist über die Höhe konstant und besteht aus zwei trapezförmigen Pfeilerköpfen, welche durch eine Scheibe miteinander verbunden sind.

## Überbauten

Hohlkastenquerschnitt einer Spannbetonbrücke in Mischbauweise

Die beiden nebeneinanderliegenden Überbauten der Spannbetonbrücke sind Durchlaufträger mit einem Hohlkastenquerschnitt und konstanter Konstruktionshöhe von 3,2 m. Die Vorspannung besteht aus einer Mischbauweise mit internen und externen Spanngliedern.
Die Stützweiten betragen für die 10-feldrige Brücke 46,5 m + 8 × 47,5 m + 37,5 m.

## Ausführung
Die Brücke wurde im Taktschiebeverfahren in 20 Takten mit Regeltaktlängen von 23,75 m hergestellt, wobei sich der Taktkeller aufgrund einer Hochspannungsfreileitung 55 m hinter dem Widerlager Süd befand. 

## Besonderheit
Die Brücke steht in einem in Betrieb befindlichen Kalksteinbruch. Daher ist sie zur Überwachung mit einem Messsystem ausgerüstet, das die Sprengerschütterungen am Pfeilerfuß und -kopf aufzeichnet. Außerdem wurden während der Planung durch dynamische Berechnungen für Sprengungen Lademengenbegrenzung bzw. Mindestabstände von den Pfeilern festgelegt. Bei Sprengungen wird von der Polizei der Verkehr auf der Autobahn wegen der Gefahr des Steinschlages kurzfristig gesperrt.